# General Luna (Surigao del Norte)
General Luna è una municipalità di quinta classe delle Filippine, situata nella Provincia di Surigao del Norte, nella Regione di Caraga.
General Luna è formata da 19 baranggay:
- Anajawan
- Cabitoonan
- Catangnan
- Consuelo
- Corazon
- Daku
- La Januza
- Libertad
- Magsaysay
- Malinao
- Poblacion I (Purok I)
- Poblacion II (Purok II)
- Poblacion III (Purok III)
- Poblacion IV (Purok IV)
- Poblacion V (Purok V)
- Santa Cruz
- Santa Fe
- Suyangan
- Tawin-tawin